# Arturo Robecchi
Arturo Robecchi (4 marzo 1897 – ...) è stato un calciatore italiano.

## Carriera
Nella stagione 1922-1923 ha giocato 22 partite in Prima Categoria (la massima serie dell'epoca) con la maglia dell'Unione Sportiva Milanese; in seguito ha proseguito la carriera nelle serie minori lombarde con altre squadre milanesi.